# Trabia
Trabia es una localidad italiana de la provincia de  Palermo, región de Sicilia, con 9.292 habitantes.

Ubicación de la ciudad de Trabia dentro de la provincia de Palermo.

## Demografía
| Gráfica de evolución demográfica de Trabia entre 1861 y 2001 |
|                                                              |
| Fuente ISTAT - Elaboración gráfica por parte de Wikipedia    |